# توماش هوبتشمان
توماش هوبتشمان (بالتشيكية: Tomáš Hübschman)‏ (مواليد 4 سبتمبر 1981 في براغ، تشيكوسلوفاكيا) لاعب كرة قدم تشيكي يجيد اللعب في مركز قلب الدفاع والوسط المدافع ويلعب حاليا في نادي شاختار دونيتسك الأوكراني منذ 2004.

## روابط خارجية
- توماش هوبتشمان على موقع الاتحاد الدولي (مؤرشف)  (الإنجليزية)
- توماش هوبتشمان على موقع الاتحاد الأوربي (الإنجليزية)
- توماش هوبتشمان على موقع الاتحاد التشيكي (الإنجليزية)
- توماش هوبتشمان على موقع اتحاد أوكرانيا (الإنجليزية)
- توماش هوبتشمان على موقع قاعدة بيانات كرة القدم.إي يو (الإنجليزية)
- توماش هوبتشمان على موقع ناشيونال فوتبول تيمز (الإنجليزية)
- توماش هوبتشمان على موقع Soccerway.com (الإنجليزية)
- توماش هوبتشمان على موقع عالم كرة القدم.نت (الإنجليزية)